# Карл Ернст Крафт
Карл Ернст Крафт (нім. Karl Ernst Krafft; * 10 травня 1900, Базель — † 8 січня 1945) — швейцарський астролог і графолог, один з особистих астрологів Гітлера. Об'єднав психоаналіз, характерологію і фізіогноміку в новому розділі астрології — космотипії.
Карл Крафт народився 10 травня 1900 року в єврейській родині, яка володіла власною пивоварнею. Під час навчання в університеті (1920 — 1925 р.р.) захопився математикою, хімією і астрологією. Особливо серйозно почав займатися астрологією після роботи в книжковому магазині, де він зачитувався езотеричною літературою. Трохи пізніше Крафт здобув певну популярність як астролог і почав їздити з лекціями по Швейцарії.
З 1921 до 1923 рік перевірив статистичними методами в Женеві і Базелі тисячі свідків про народження і смерть, намагаючись прив'язувати їх астрологічно до подій із життя. Відредагував 2800 гороскопів у музиці, намагаючись знайти кореляцію між даними про народження та майбутньою спеціальністю людини. Був свого роду попередником Мішеля Гоклена і Гунтера Закса. 1925 року Крафт змушений був працювати книготорговцем в езотеричному виданні «Quo Vadis». Батьки, дізнавшись про спроби довести астрологічні дослідження до серйозної науки, припинили його фінансову підтримку.
У 1937—1941 рр.. викладав астрологію в Берлінському Біорадіологічному інституті.
Крафт симпатизував націонал-соціалізму. Був особисто знайомий з нацистським «сірим кардиналом» бароном Рудольфом фон Себоттендорфом, консультував Рудольфа Гесса. 2 листопада 1939 р. він написав своєму другові, який служив в установі Гіммлера, листа, з якого випливало, що астрологічні розрахунки вказують на небезпеку для життя Гітлера в період з 7 до 10 листопада. Чиновники не надали цьому особливого значення письма і підшили його до паперів.
Про лист згадали після 8 листопада 1939 р., коли в пивному залі в Мюнхені вибухнула бомба. Крафта заарештували і відвезли в Берлін на допит. Проте на допитах Крафту вдалося довести головному ідеологу фашистської Німеччини Геббельсу, що ще Нострадамус передбачив велику перемогу Гітлера і тільки Крафт може правильно інтерпретувати ці прогнози. Геббельс, не маючи довіри до подібних прогнозів, відразу оцінив можливий пропагандистський ефект ідеї Крафта, якому й доручили взятися за справу. Так вірші знаменитого француза стали використовуватися для доказу неминучості приходу Гітлера до влади і німецьких перемог, а передбачення, які раніше відносили до Наполеона, стали розцінюватися як пророцтва про майбутню велич фюрера. Книга про Нострадамуса була видана під патронатом Гіммлера. Таким чином Крафту вдалося потрапити в свиту фюрера.
Перед крахом гітлерівської Німеччини Крафт потрапив у немилість. Німецькі спецслужби запідозрили його у зв'язках з розвідкою антигітлерівської коаліції і в 1944 році він був заарештований.
За деякими даними нацисти ув'язнили астролога в концтабір під Оранієнбургом, і в 1944 році живцем спалили. За іншою версією Крафт в кінці 1944 р. захворів на тиф і в січні 1945 р. помер на шляху до Бухенвальда або був застрелений на етапному перегоні.